# الأبرشية الرومانية الكاثوليكية في بالانغكارايا
أبرشية الرومان الكاثوليك في بالانغكارايا (بالإنجليزية: Roman Catholic Diocese of Palangkaraya)‏ هي أبرشية تقع في إندونيسيا في . يقدر عدد سكانها بـ 2,332,864 نسمة .